# Symphyodon japonicus
Symphyodon japonicus là một loài rêu trong họ Daltoniaceae. Loài này được Cardot mô tả khoa học đầu tiên năm 1912.